# Bočac (jezero)
Bočac je umjetno jezero na području općina Mrkonjić Grad, Skender Vakuf i Banja Luka, RS, BiH. Jezero je akumulacijsko i nastalo je izgradnjom brane za potrebe istoimene hidroelektrane, koja je puštena u rad 1981. Jezero se napaja vodom iz rijeke Vrbas i prolazi kroz kanjon koji sačinjavaju obronci planina Čemernice i Manjače. Bočačko jezero se nalazi 50 kilometara od Banjaluke i 15 kilometara od Mrkonjić Grada.
U ovom jezeru obitava smuđ, šaran i pastrva.

## Unutarnje poveznice
- Bočac (Banja Luka, BiH)

## Vanjske poveznice
- Jezero Bočac